# Tivela stultorum
Tivela stultorum је врста морских шкољки из рода Tivela, породице Veneridae, тзв, Венерине шкољке. Таксон се сматра прихваћеним.
Ова врста шкољке позната је још под именом Пизмо шкољка јер живи у водама поред града Пизмо Бич у Калифорнији. Пореклом је из источног дела Тихог океана и јестива је.